# 叉勺

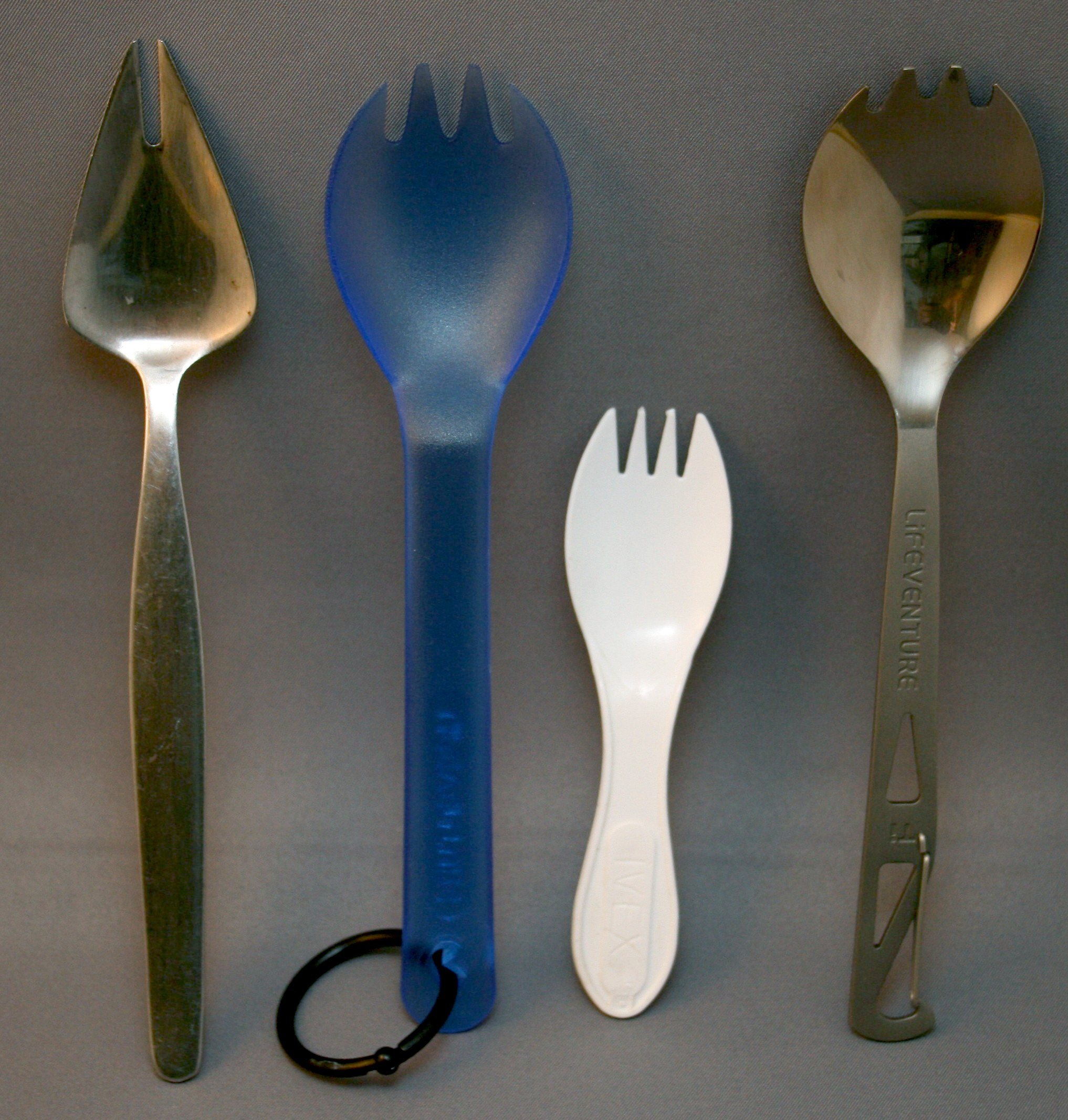
四種不一樣的叉勺

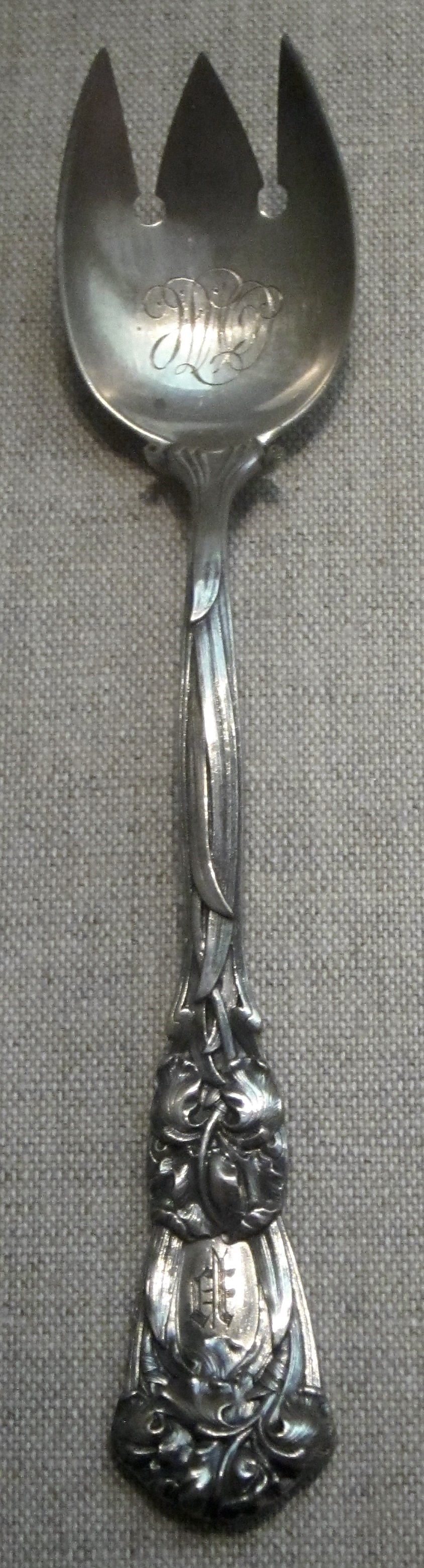
從20世紀初的冰淇淋叉

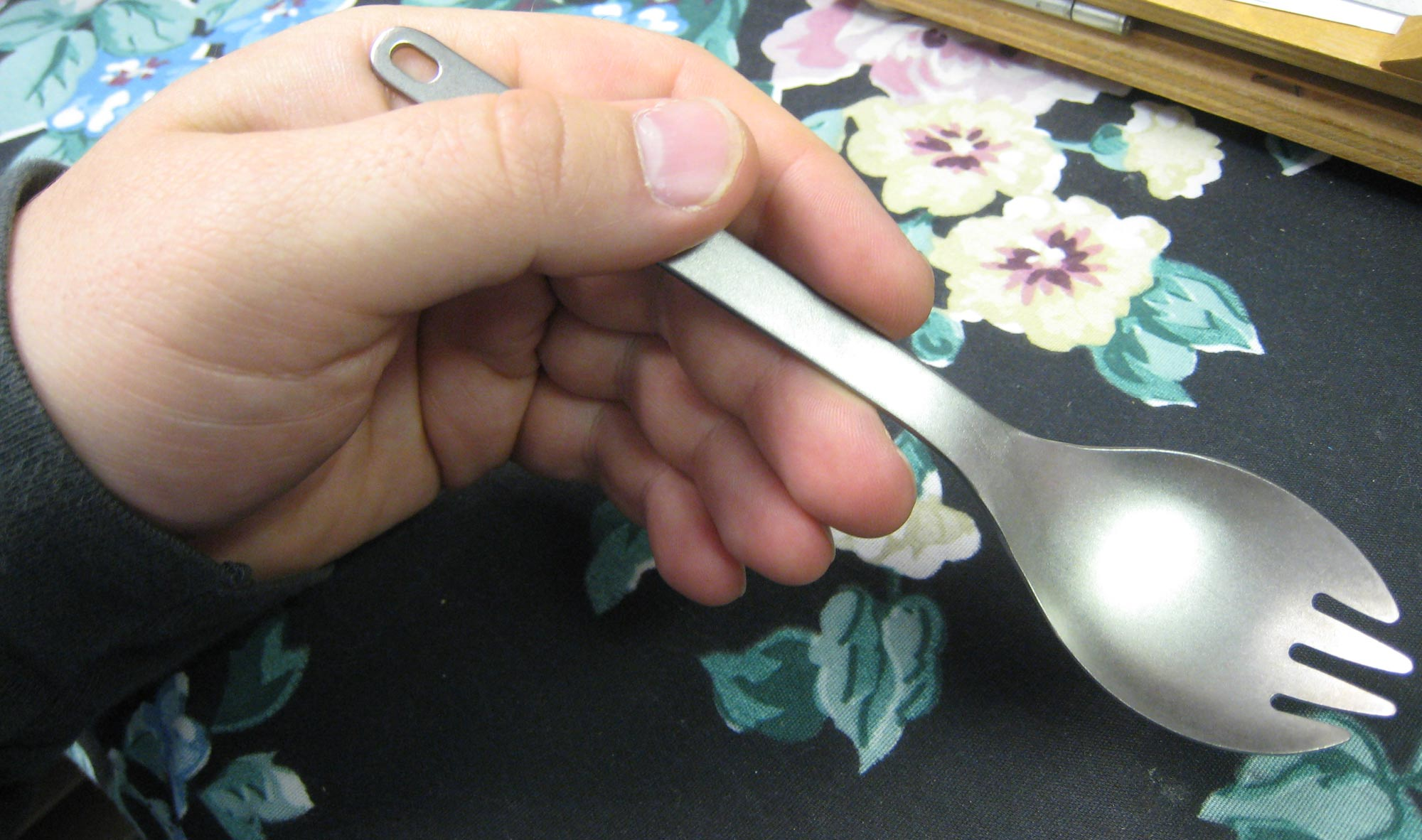
一個輕量級的雪峰牌鈦叉勺

叉勺，又稱湯叉或叉匙，是叉子和匙子的混合體。它外形像匙子，在末端有叉的齒。
英語裏的spork是spoon（匙）和fork（叉）的混成詞。1909年的Century Dictionary補充版收錄了此字。
有不少快餐店如Taco Bell、KFC都會在食物附上即用即棄的叉勺。叉勺也廣受背包客歡迎，好處是節省空間。
叉勺在18世紀末已大量生產。美國專利局曾多次發出叉勺形的設計的專利權。專利編號147,119是一個結合叉、匙和刀的工具設計，在1874年2月發出，擁有者名為Samuel W. Francis。這個工具和現代的叉勺很像。其他相似的設計有專利編號904,553（1908年11月24日發出，Harry L. McCoy）、編號1,044,869（1912年11月，Frank Emmenegger）。後者是一個有叉狀邊緣的匙子。

## 外部連結
- http://spork.org/（页面存档备份，存于） （英文）
- http://www.straightdope.com/mailbag/mspork.html（页面存档备份，存于）
- http://www.salon.com/2012/10/06/consider_the_spork/（页面存档备份，存于）, Bee Wilson, Salon